# Мырзалиев, Нуржан Кершаизович
Нуржа́н Кершаи́зович Мырзали́ев (род. 30 января 1956, с. Луговое, Луговской район, Джамбульская область, КазССР) — представитель высшего командования КНБ Республики Казахстан, генерал-майор, заместитель председателя КНБ, директор Пограничной Службы Республики Казахстан (2011—2012).

## Биография
Родился 30 января 1956 года в селе Луговое Луговского района Джамбульской области. Происходит из рода сикым племени дулат.
Трудовую деятельность начал в 1973 году делопроизводителем восьмилетней школы, затем работал переводчиком в районной газете.
В 1980 году окончил Казахский государственный университет им. С. М. Кирова по специальности юриспруденция.
С 1980 по 1982 годы — стажёр прокуратуры Джамбулского района, затем Джувалинского района, следователь прокуратуры Джувалинского района.
С 1982 по 1985 годы — старший следователь прокуратуры Джамбульского области.
С 1985 по 1991 годы — прокурор Свердловского района.
С 1991 по 1995 годы — заместитель прокурора Жамбылской области.
С 1995 по 1996 годы — заместитель начальника, начальник управления Генеральной прокуратуры Республики Казахстан.
С 1996 по 1997 годы работа сначала заместителем начальника Главного управления Государственного следственного комитета Республики Казахстан по городу Алматы, затем перевод в Комитет национальной безопасности Республики Казахстан на должность заместителя председателя КНБ, затем обратный перевод в Государственный следственный комитет на должность начальника департамента специальных расследований.
С 1998 по 1999 годы — заместитель начальника департамента КНБ по городу Алматы и Алматинской области.
С 1999 по 2002 годы — начальник, заместитель начальника следственного департамента КНБ РК.
С мая 2002 по июль 2006 года — начальник департамента КНБ по Акмолинской области.
С июля 2006 по декабрь 2009 года — начальник департамента КНБ по городу Алматы.
В феврале 2011 года назначен на должность заместителя председателя КНБ РК — директора Пограничной службы.
В июле 2012 года подал в отставку из-за трагического инцидента на пограничном посту «Арканкерген».

## Награды
- Орден Айбын 2 степени (2005)
- Орден «Данк» 2 степени (2016)
- Медали
- 20 лет независимости Республики Казахстан
- За вклад в обеспечение национальной безопасности
- За безупречную службу 1 степени
- За безупречную службу 2 степени
- Почётный работник прокуратуры Республики Казахстан
- 20 лет Прокуратуры Республики Казахстан
- За взаимодействие с ФСБ России
- Юбилейная медаль «20 лет маслихатам Казахстана»
- Юбилейная медаль «25 лет КНБ»